# Shenzhen Metro
Shenzhen Metro (chinesisch 深圳地鐵 / 深圳地铁, Pinyin Shēnzhèn dìtiě, Jyutping Sam1zan1 dei6tit3) ist die U-Bahn der südchinesischen Stadt Shenzhen in der Provinz Guangdong.
Mit 17 Linien und über 550 Kilometern Streckenlänge gehört das Netz zu den größten weltweit.
Die U-Bahn wurde am 28. Dezember 2004 eröffnet, damit war Shenzhen die achte Stadt Chinas mit einer U-Bahn (nach Peking, Hongkong, Tianjin, Shanghai, Guangzhou, Dalian und Wuhan). In ihrer ersten Phase umfasste das U-Bahn-System zwei sich in der Stadtmitte kreuzende Linien (Linie 1 mit fünfzehn Stationen und Linie 4 mit fünf Stationen), die zusammen 21,5 km Streckenlänge hatten. Zum Jahresende 2022 waren acht Linien mit über 546 Kilometern Streckenlänge und über 300 Stationen in Betrieb. Der langfristige Plan sieht 20 Linien mit 753 Kilometern Länge vor, damit im Jahre 2025 mehr als 65 % aller Personentransporte per öffentlichem Verkehr und 45 % mit schienengebundenen Transportmitteln stattfinden.

## Linien in Betrieb

### Linie 1

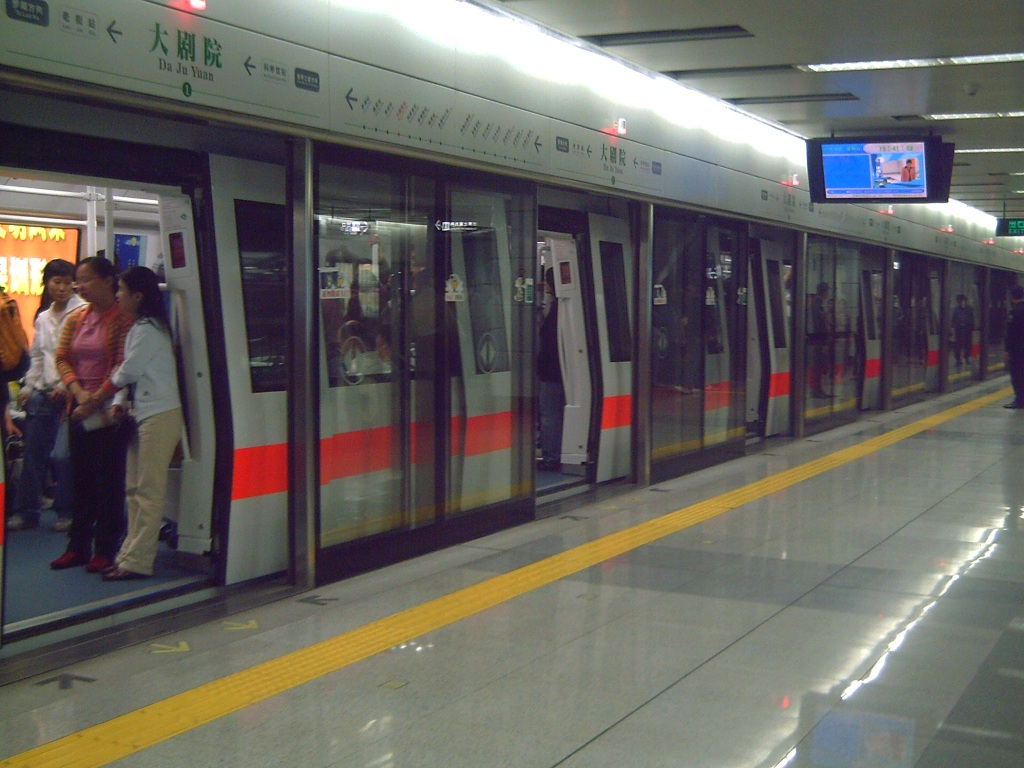
Bahnsteigtüren befinden sich nahezu an allen Stationen, hier am U-Bahnhof Da Ju Yuan

Die Linie 1 oder Luobao-Linie verbindet den Grenzübergang zu Hongkong im Stadtbezirk Luohu mit der Ostseite des Flughafens Shenzhen und durchquert dabei den Westen des Stadtgebietes von Westen nach Osten. Der erste Ausbauabschnitt dieser Linie, die von Luohu bis zum Vergnügungspark „Window of the World“ führte, ging am 28. Dezember 2004 in Betrieb und umfasste eine Länge von 17,4 Kilometern mit 15 Stationen. Am 28. September 2009 wurde die Verlängerung zur Universität Shenzhen mit drei zusätzlichen Stationen auf 3,4 Kilometern, am 15. Juni 2011 die Verlängerung bis zum Flughafen mit 20,2 Kilometern und 12 Stationen eingeweiht. Somit hat sie heute eine Gesamtlänge von 41 Kilometern und 30 Stationen. 15 dieser Stationen haben Anschlüsse an andere U-Bahn-Linien, bzw. es sind solche in Bau.

### Linie 2 und Linie 8

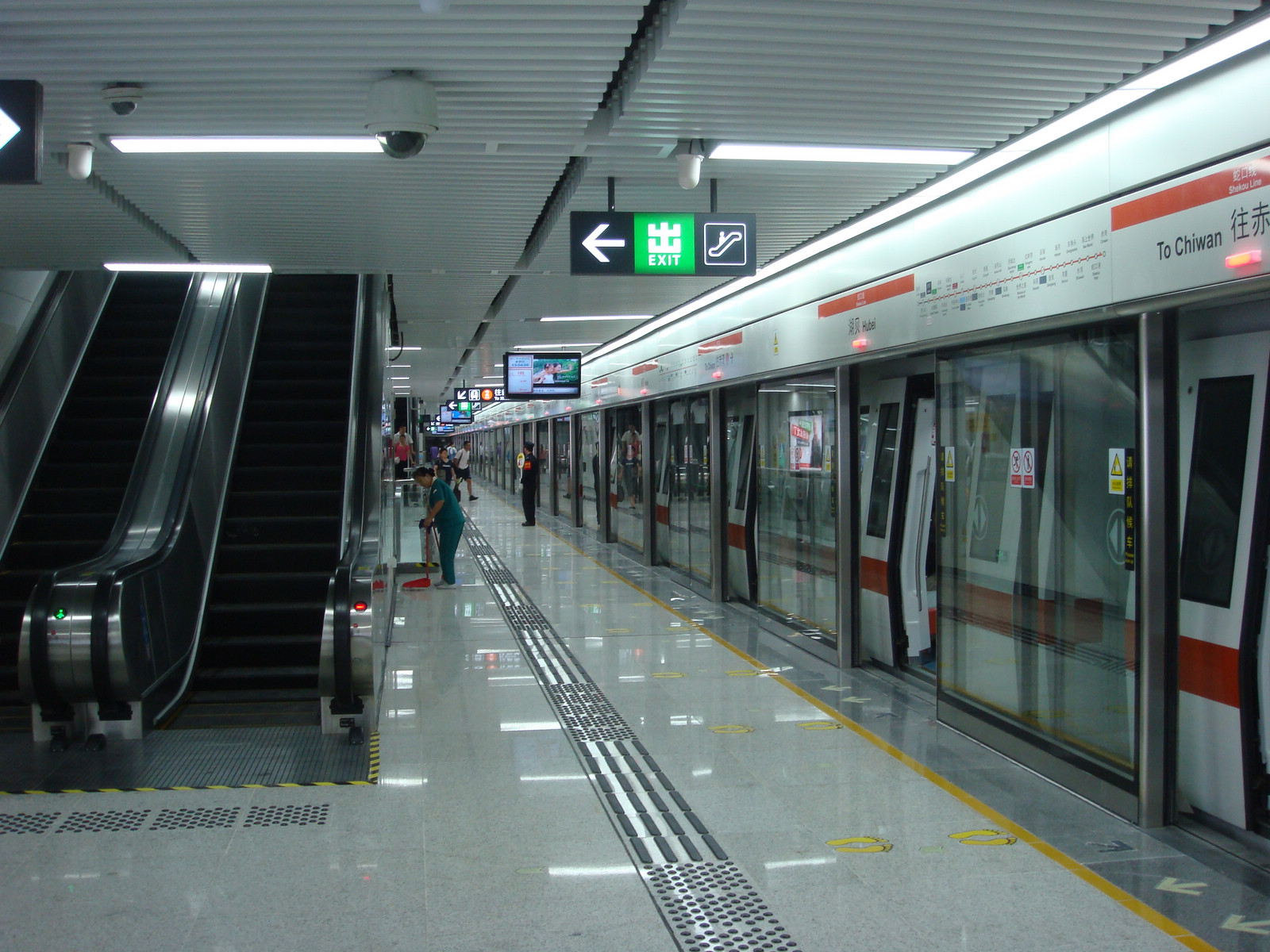
Station Hubei der Linie 2

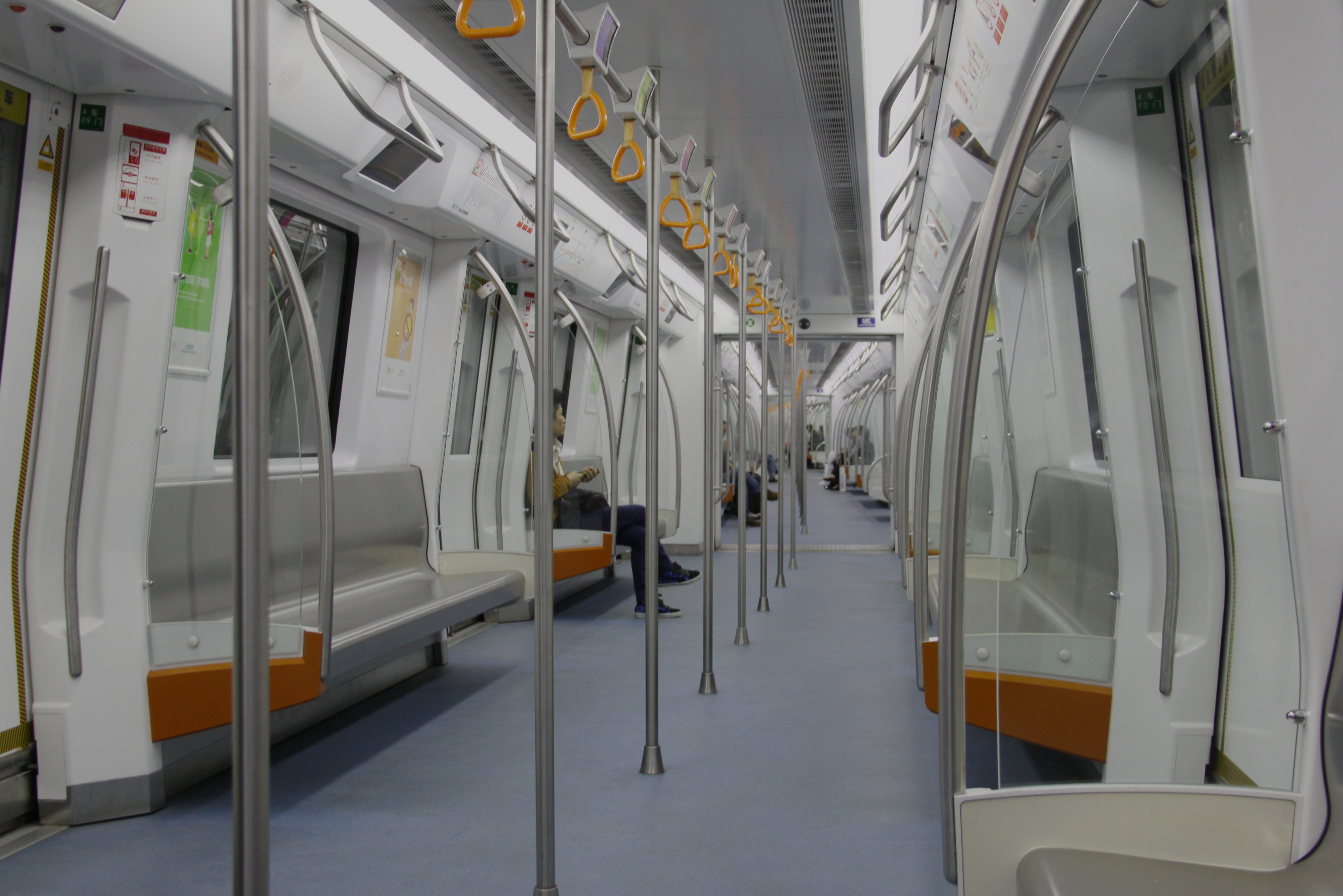
Innenraum eines Zuges des A-Typs

Die Linie 2 oder Shekou-Linie verläuft von Osten nach Westen und verbindet Shekou im Stadtbezirk Nanshan mit Xinxiu im Osten des Stadtbezirks Luohu. Die Strecke wird am Bahnhof Liantang zur Linie 8 (Yantian-Linie) durchgebunden, die weiter nach Osten führt. Die Gesamtstrecke ist 59,2 Kilometer lang und hat 42 Stationen.
Der erste Bauabschnitt der Linie 2 umfasste die Strecke zwischen den Stationen Chiwan und Window of the World mit 15,5 Kilometern Länge und 12 Stationen. Die Strecke ging am 28. Dezember 2010 in Betrieb. Am 28. Juni 2011 wurde Bauabschnitt 2 von Window of the World bis Xinxiu eröffnet, was die Linie um 17 Stationen und 20,5 Kilometer erweiterte.
Am 21. September 2015 genehmigte die Staatliche Kommission für Entwicklung und Reform eine Verlängerung der Linie 2 in Richtung Osten. Die Strecke führt bis Liantang und weiter als Linie 8 bis Yantian Road. Sie ist 16 Kilometer lang und hat durch die großen Stationsabstände der Linie 8 nur neun Stationen. Im Dezember 2023 ging eine weitere Verlängerung um acht Kilometer nach Osten in Betrieb.
Diese Linie wird mit sechsteiligen Fahrzeugen des Typs A betrieben und ist für eine Höchstgeschwindigkeit von 80 km/h ausgebaut.

### Linie 3

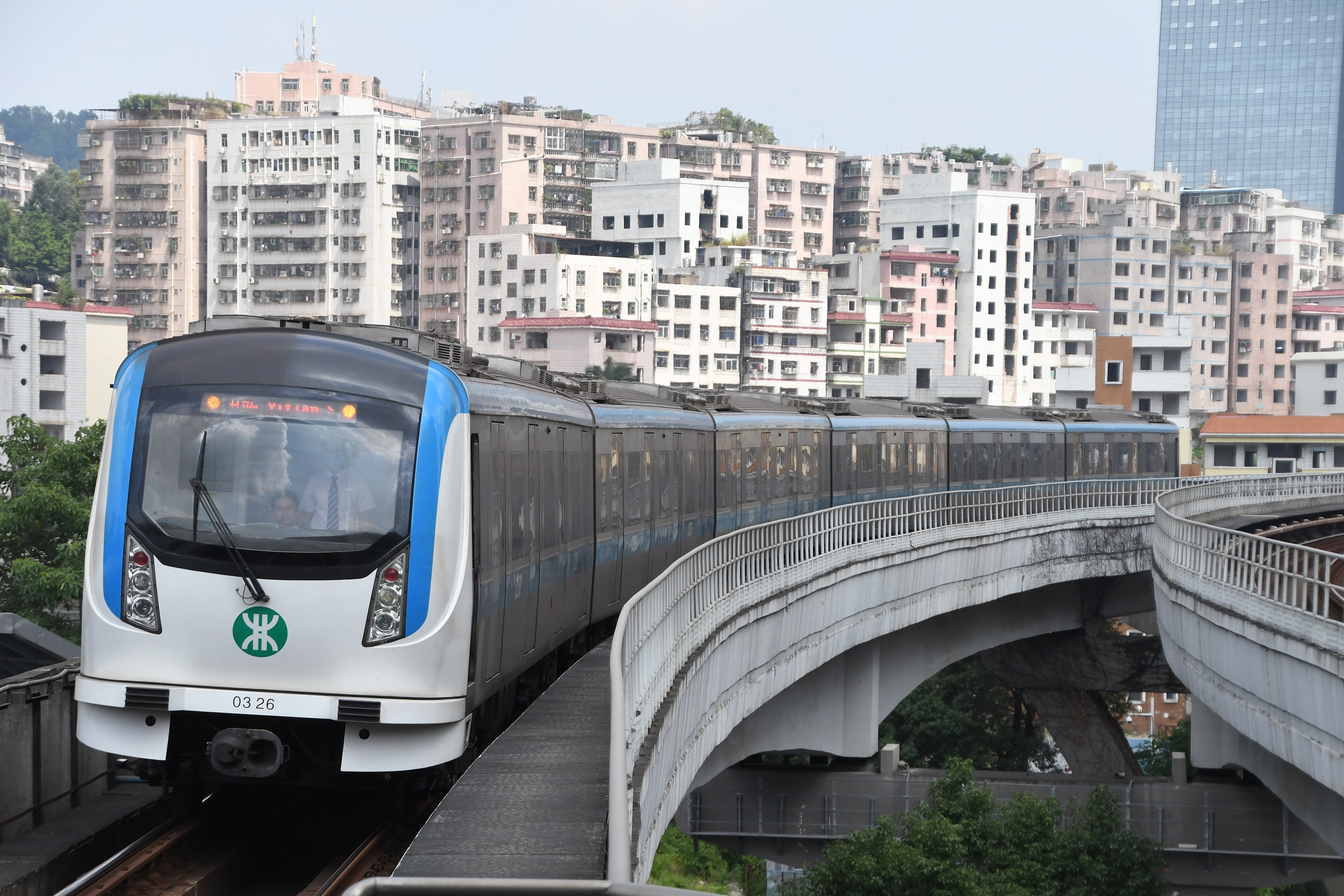
Sechswagenzug des Typs B auf der Linie 3

Die Linie 3 oder Longgang-Linie verbindet das Stadtzentrum mit den nordöstlichen Außenbezirken im Stadtbezirk Longgang. Der erste Abschnitt zwischen den Stationen Caopu und Shuanglong ging am 28. Dezember 2010 in Betrieb und umfasste 16 Stationen auf 25,1 Kilometern. Am 28. Juni 2011 ging der zweite Abschnitt zwischen den Stationen Caopu und Yitian in Betrieb, somit wuchs Linie 3 auf 30 Stationen und 41,7 Kilometer Länge.
Am 21. September 2015 genehmigte die Staatliche Kommission für Entwicklung und Reform eine Verlängerung der Linie 3 in Richtung Süden um 1,5 Kilometer Strecke und eine Station bis zur Zollfreizone. Die Investition dafür sollte eine Milliarde Yuan betragen, als Bauzeit wurde 2015 bis 2019 veranschlagt. Sie wurde am 28. Oktober 2020 eröffnet. Im Osten wurde die Linie 3 im Dezember 2024 von der Station Shuanglong um 9,4 Kilometer und sieben Stationen verlängert. Vor Baubeginn wurden Kosten von 6,8 Milliarden Yuan veranschlagt und eine Bauzeit von 2016 bis 2020 geplant.
Mit diesen Verlängerungen ist die Linie 3 rund 53 Kilometer lang und hat 38 Stationen.
Diese Linie wird mit sechsteiligen Fahrzeugen des Typs B betrieben und ist für eine Höchstgeschwindigkeit von 100 km/h ausgebaut. Die Energieversorgung mit 1500 V Gleichspannung erfolgt anders als bei den anderen Linien über eine Stromschiene statt einer Oberleitung.

### Linie 4
Die Linie 4 oder Longhua-Linie führt von Norden nach Süden durch Shenzhen. Als Besonderheit wird sie seit dem 1. Juli 2010 für zunächst 30 Jahre von der MTR Corporation aus Hongkong betrieben. Die Strecke ist 30,4 Kilometer lang und hat 23 Stationen.
Der erste, nur knapp drei Kilometer lange Bauabschnitt der Linie 4 zwischen den Stationen Fumin und dem Kinderpalast (Shaoniangong) wurde am 28. Dezember 2004 eröffnet. Am 20. Juni 2007 wurde eine ein Kilometer lange Verlängerung in Richtung Süden zum Grenzübergang Futian freigegeben. Eine deutliche Erweiterung der bis dato sehr kurzen Linie erfolgte am 16. Juni 2011, als die Nordverlängerung bis Qinghu in Betrieb genommen wurde.
Am 21. September 2015 genehmigte die Staatliche Kommission für Entwicklung und Reform eine weitere Verlängerung um zehn Kilometer nach Norden bis Niuhu. Als Baukosten waren 9,6 Milliarden Yuan vorgesehen, die Strecke wurde Oktober 2020 eröffnet, ein Jahr später als ursprünglich geplant.
Diese Linie wird mit sechsteiligen Fahrzeugen des Typs A betrieben und ist für eine Höchstgeschwindigkeit von 80 km/h ausgebaut.

### Linie 5

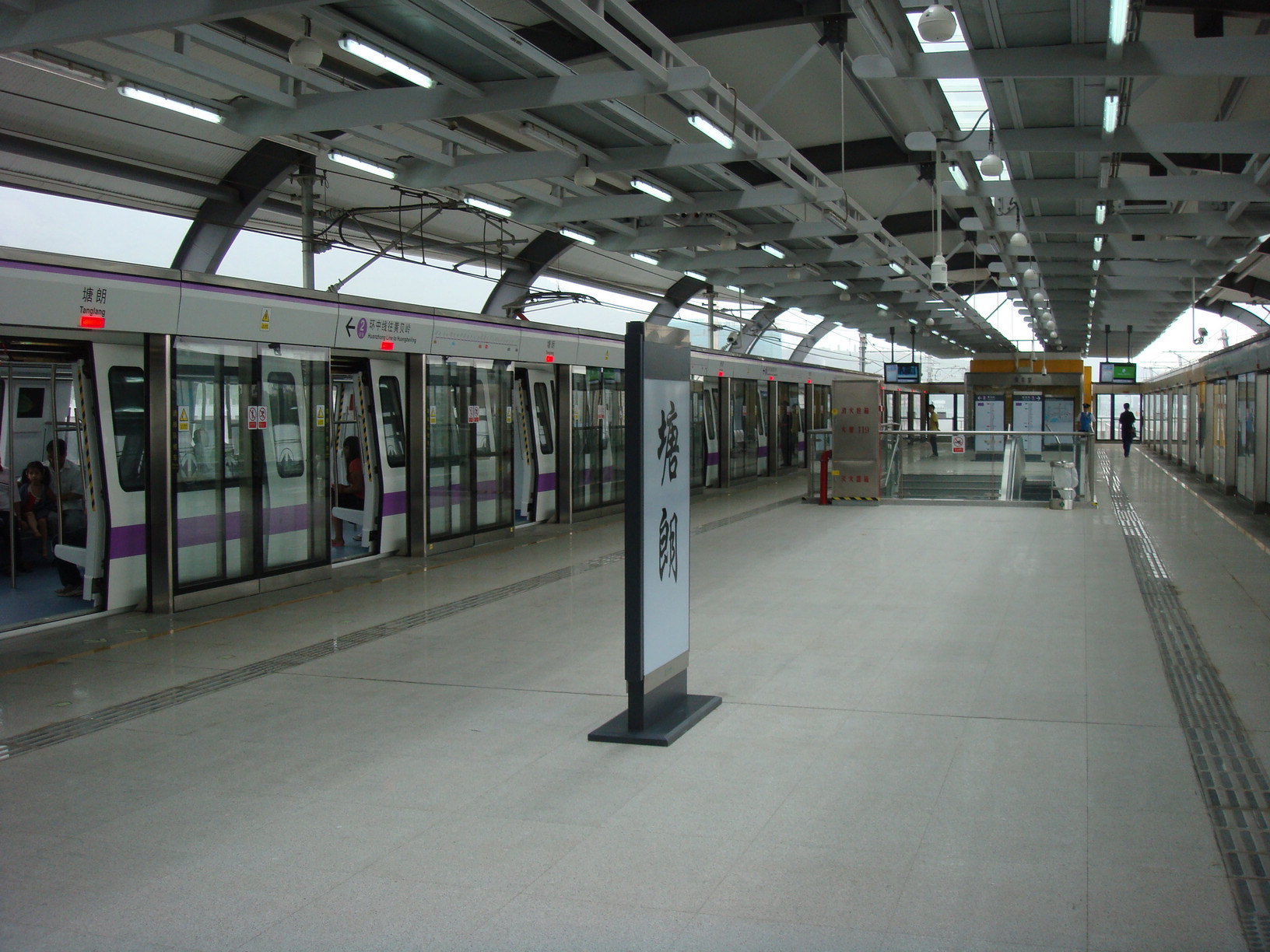
Station Tanglang der Linie 5

Die Linie 5 oder Huanzhong-Linie verläuft als Halbringlinie um die Stadtzentren. Die Strecke ist 47,6 Kilometer lang und hat 34 Stationen. Die Huanzhong-Linie beginnt im Südwesten an der Station Chiwan und führt über den Metro-Knotenpunkt Qianhaiwan nördlich um das Stadtzentrum herum, bedient den Bahnhof Shenzhen Nord und führt von dort in den Südosten des Stadtgebietes (Station Huangbeiling). Betriebsbeginn des ersten Abschnitts war am 22. Juni 2011, am 28. September 2019 wurde der südwestliche Streckenteil eröffnet.
Diese Linie wird mit sechsteiligen Fahrzeugen des Typs A betrieben und ist für eine Höchstgeschwindigkeit von 80 km/h ausgebaut.

### Linie 6 und 6B
Die Linie 6 oder Guangming-Linie ist eine Nord-Süd-Linie vom Science Museum nach Songgang. In Guangming kann zur Zweiglinie 6B umgestiegen werden. Die Linie 6 ist 49,1 Kilometer lang, wovon etwa 26 Kilometer in Hochlage errichtet wurden, und hat 27 Stationen. Sie wurde am 18. August 2020 eröffnet.
Der erste Bauabschnitt der Linie 6 mit 37,2 Kilometern Länge vom Nordbahnhof bis Songgang im Nordwesten des Stadtgebietes wurde von der Staatlichen Kommission für Entwicklung und Reform am 29. April 2011 genehmigt. Am 21. September 2015 den zweiten Bauabschnitt vom Nordbahnhof zum Wissenschaftsmuseum im Stadtzentrum. Dieser Abschnitt sollte weitere 11,5 Kilometer mit 6 Stationen umfassen, als Investitionen waren 7,7 Milliarden Yuan vorgesehen. Als Bauzeit wurde 2016 bis 2020 veranschlagt. An ihrem Nordende soll es einen Übergang zum Dongguan Rail Transit geben.
Die Linie wird mit sechsteiligen Fahrzeugen des Typs A betrieben und ist für eine Höchstgeschwindigkeit von 100 km/h ausgebaut.

#### Zweiglinie 6B

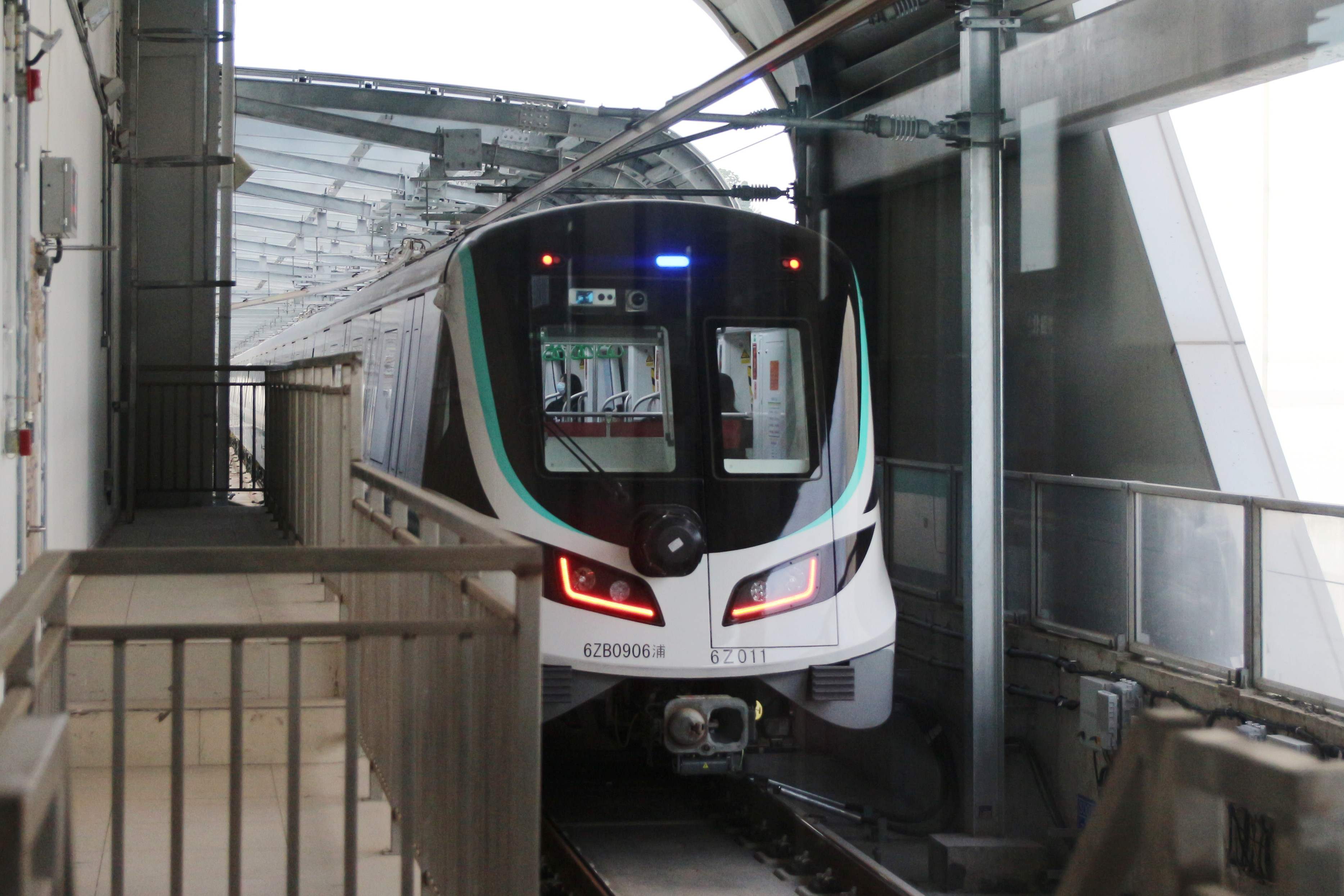
Zug der Linie 6B

Am 7. Juli 2017 genehmigte die Staatliche Kommission für Entwicklung und Reform den Bau einer abzweigenden Strecke, der Linie 6B, zwischen den Stationen Zhilin und Zhongshan-Universität. Für die 6,4 Kilometer lange Zweiglinie 6B mit 4 Stationen wurden 4,3 Milliarden Yuan budgetiert und eine Bauzeit von 2017 bis 2020 veranschlagt. Dieser Zweig wird mit sechsteiligen Fahrzeugen des Typs B betrieben und ist für eine Höchstgeschwindigkeit von 80 km/h ausgelegt. Die Inbetriebnahme verzögerte sich um zwei Jahre bis zum 28. November 2022.

### Linie 7
Die Linie 7 beginnt nordwestlich des Stadtzentrums und verläuft in einer Schleife südlich um das Stadtzentrum herum, berührt am Grenzübergang Huanggang die Grenze zu Hongkong und verläuft von dort in den Nordosten des Stadtzentrums (Station Tai’an). Betriebsbeginn war am 28. Oktober 2016. Im Dezember 2024 wurde eine kurze Verlängerung eingeweiht. Die Linie 7 hat eine Länge von 32,8 Kilometern und 31 Stationen. Es werden Sechswagenzüge des Typs A eingesetzt.

### Linie 9

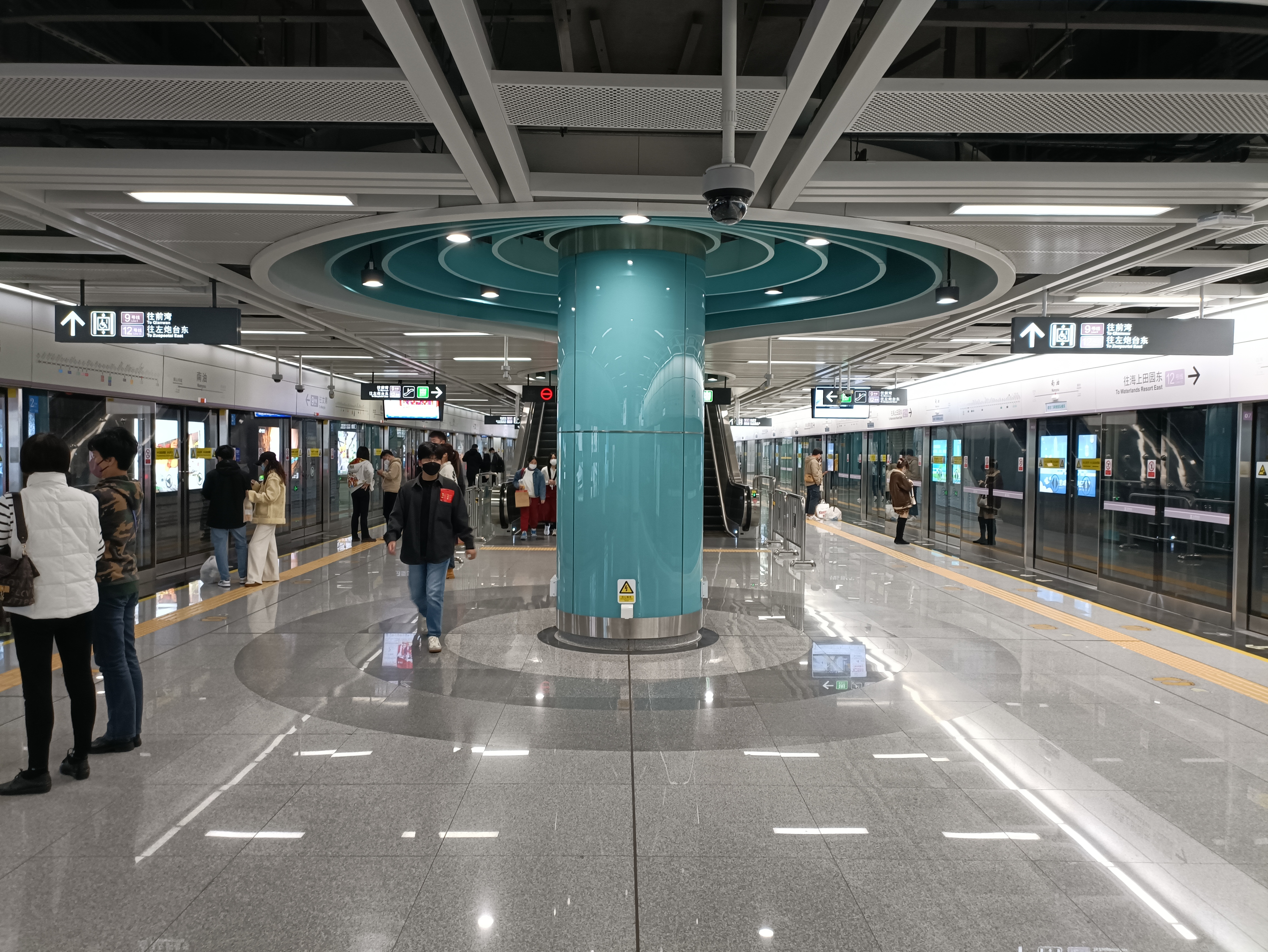
Bahnsteigebene in Nanjou

Die Linie 9 mit 36,1 Kilometern Länge und 32 Stationen führt als Durchmesserlinie von Osten nach Westen. Der erste Abschnitt von Wenjin bis Hongshuwan wurde am 28. Oktober 2016 in Betrieb genommen, im Dezember 2019 folgte der zweite Abschnitt bis Qianwan.
Diese Linie wird mit sechsteiligen Fahrzeugen des Typs A betrieben und ist für eine Höchstgeschwindigkeit von 80 km/h ausgebaut.

### Linie 10

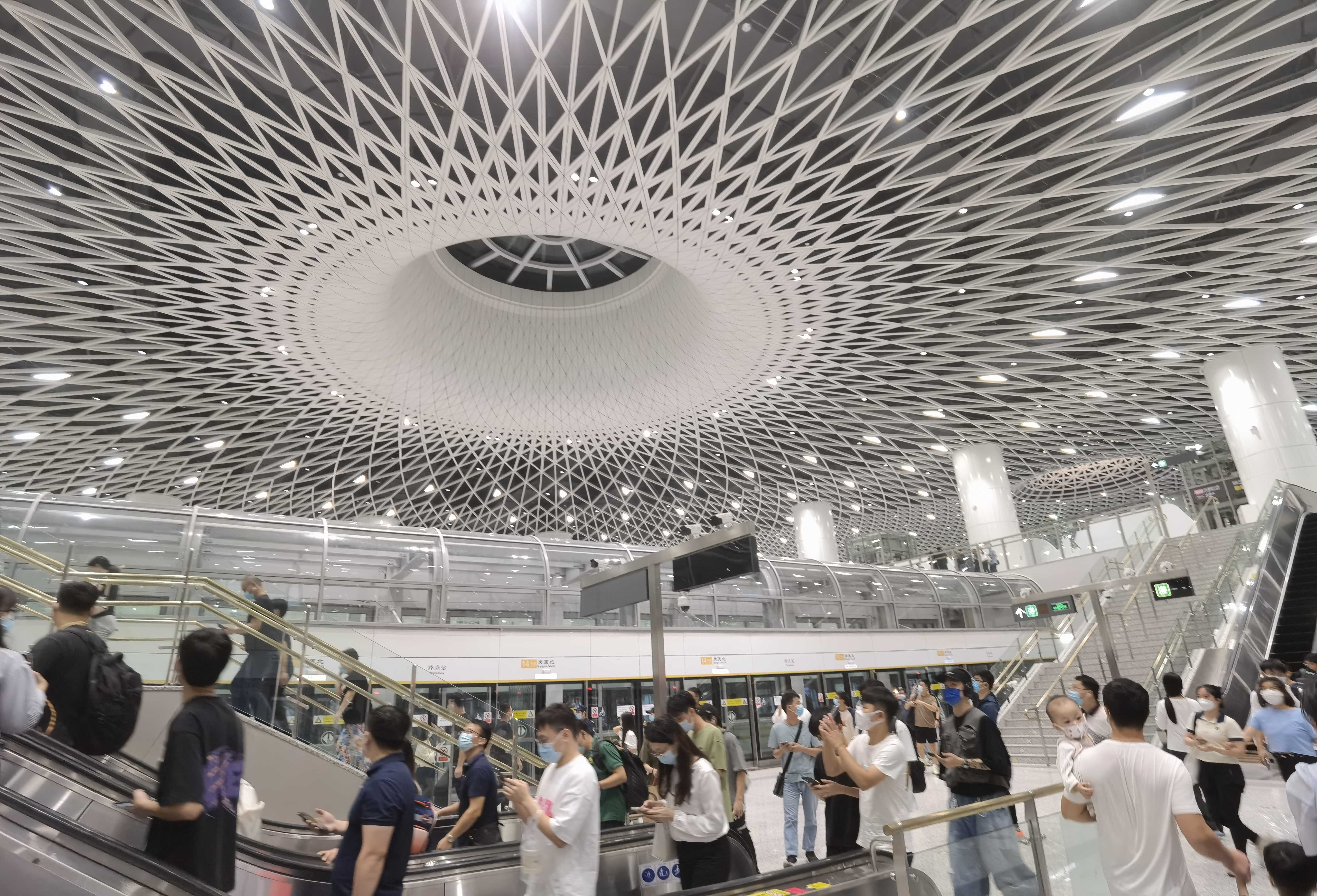
«Eye of Shenzhen», Erweiterungsbau des wichtigen Knotens Gangxia-Nord

Die Linie 10 oder Bantian-Linie verläuft vollkommen unterirdisch vom äußersten Süden Shenzhens an der Grenze zu Hongkong (Station Futian-Grenzübergang) in Richtung Norden (Station Pinghu-Zentrum) und wurde im August 2020 eröffnet. Die Linie ist 28,9 Kilometer lang, besitzt 25 Stationen und ist für eine Höchstgeschwindigkeit von 80 km/h ausgebaut. Sie wird mit Achtwagenzügen des Typs A betrieben.
Der Bau der Linie wurde am 21. September 2015 von der Staatlichen Kommission für Entwicklung und Reform genehmigt. Es wurden Investitionen von 28,6 Milliarden Yuan und eine Bauzeit von 2015 bis 2020 veranschlagt.

### Linie 11
Die Linie 11 oder Flughafenlinie ist eine Expressverbindung vom Stadtzentrum in Futian über den Flughafen bis an den nordwestlichen Stadtrand von Shenzhen (Station Bitou). Die Linie ist 57,5 Kilometer lang und hat 21 Stationen. Sie wurde am 28. Juni 2016 in Betrieb genommen. Im Oktober 2022 und Dezember 2024 wurde die Linie stadtseitig um kurze Abschnitte über Gangxia-Nord bis Huaqiang-Süd verlängert. An ihrem Nordende soll es einen Übergang zum U-Bahn-System von Dongguan geben. Es werden Züge des Typs A mit acht Wagen eingesetzt.

### Linie 12
Die Linie 12 oder Nanbao-Linie verläuft tangential durch die westlichen Bezirke, zum Teil parallel zur Flughafenlinie und der Küste, sodass sie kaum Umsteigemöglichkeiten zu anderen Nord-Süd-Linien besitzt. Die Strecke ist 48,7 Kilometer lang und hat 39 Stationen.
Der erste Abschnitt von Zuobaotai über den Flughafen nach Shenzhen World wurde 2017 beschlossen und ein Jahr später als geplant im November 2022 eröffnet. Im Dezember 2024 wurde die Strecke nach Songgang im Norden verlängert.
Die Linie wird mit sechsteiligen Fahrzeugen des Typs A betrieben und ist für eine Höchstgeschwindigkeit von 80 km/h ausgebaut.

### Linie 13
Die Linie 13 wird wie die Linie 4 von MTR betrieben. Der erste Bauabschnitt wurde im Dezember 2024 zum Teil eröffnet (7 Stationen). Am südlichen Endpunkt an der Bucht von Shenzhen gibt es einen Grenzübergang nach Hongkong.
Es werden Achtwagenzüge des Typs A eingesetzt, die Höchstgeschwindigkeit beträgt 100 km/h.

### Linie 14

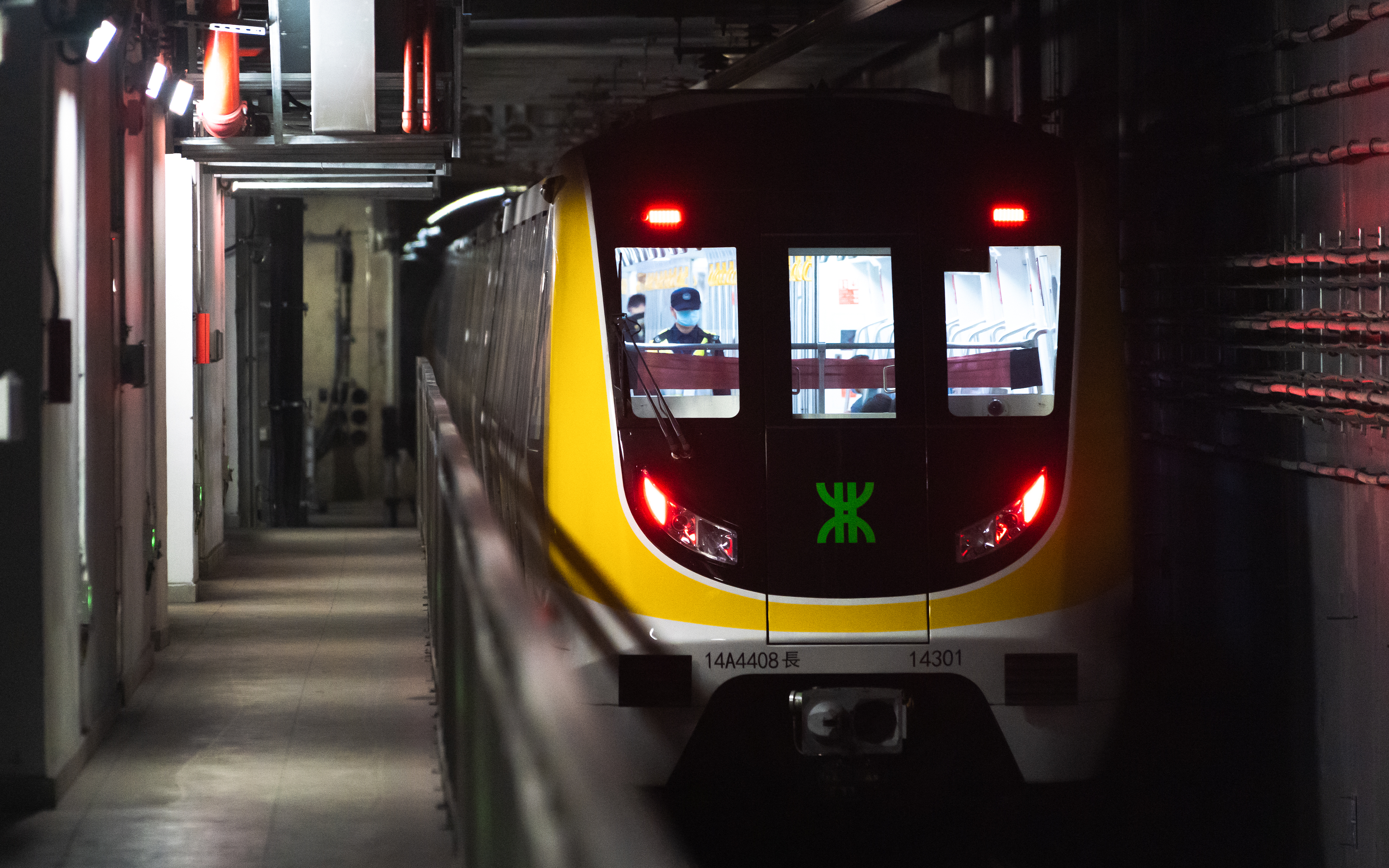
Zug des Typs A auf der Linie 14

Die Linie 14 ist eine 50,3 Kilometer lange Expresslinie mit 18 Stationen. Sie verläuft von der Station Gangxia Nord im Stadtzentrum nach Nordosten nach Shatian und entlastet die Linie 3. Die Linie wird seit dem 28. Dezember 2022 mit achtteiligen Fahrzeugen des Typs A betrieben und ist für eine Höchstgeschwindigkeit von 120 km/h ausgebaut.
Am 7. Juli 2017 genehmigte die Staatliche Kommission für Entwicklung und Reform den Bau der Linie mit 14 Stationen bei 51,9 Kilometern Länge. Es wurden 43 Milliarden Yuan budgetiert und eine Bauzeit von 2017 bis 2021 veranschlagt.

### Linie 16

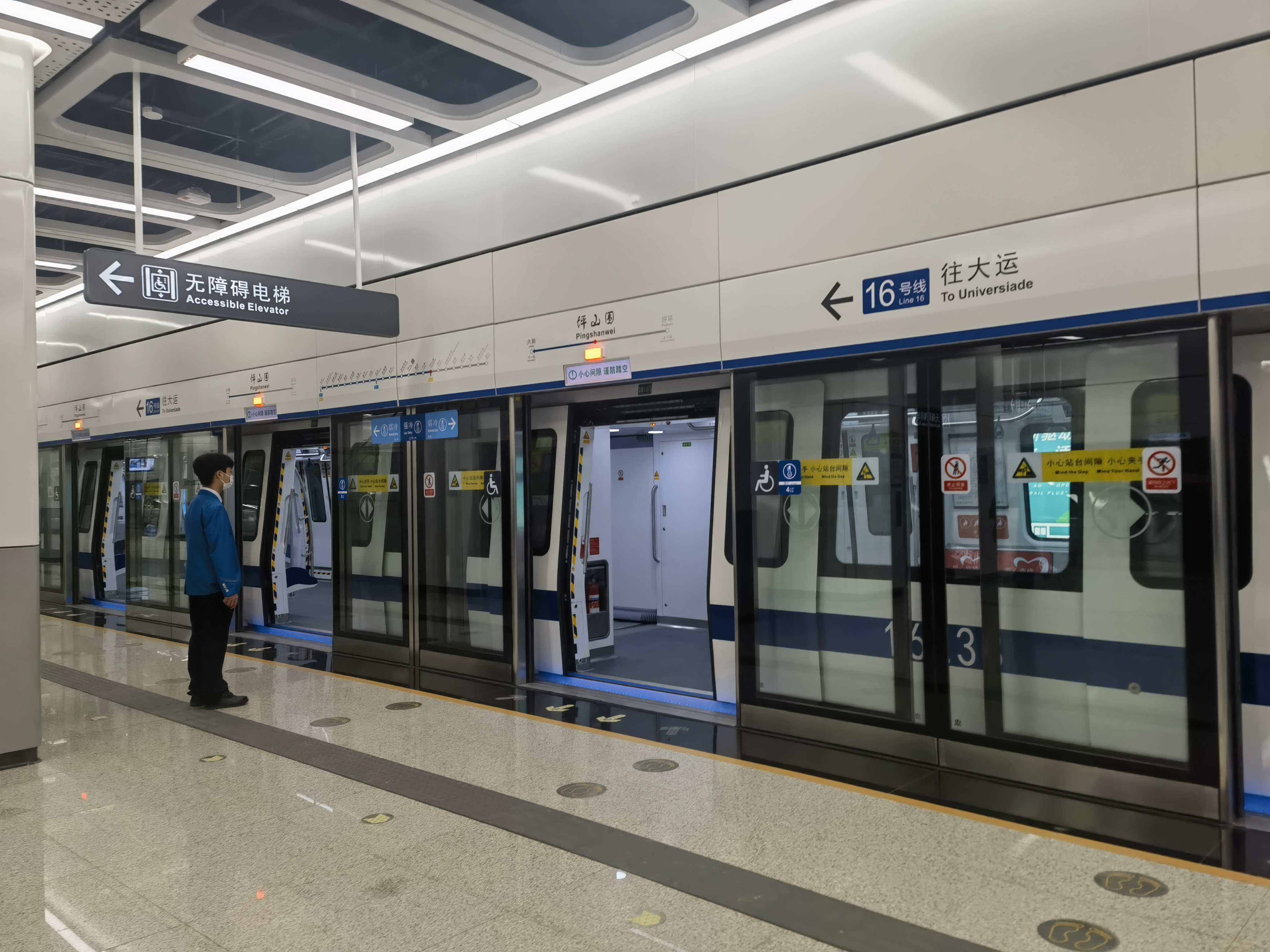
Station Pingshanwei der Linie 16

Am 7. Juli 2017 genehmigte die Staatliche Kommission für Entwicklung und Reform den Bau der Linie 16 zwischen den Stationen Dayun und Tiantou; sie soll in den Außenbezirken im Nordosten (Longgang und Pingshan) verbinden. Für die 27,6 Kilometer lange Linie wurden 27,5 Milliarden Yuan budgetiert und eine Bauzeit von 2018 bis 2022 veranschlagt. Diese Linie wird mit sechsteiligen Fahrzeugen des Typs A betrieben und ist für eine Höchstgeschwindigkeit von 80 km/h ausgebaut. Am 28. Dezember 2022 wurde die 29,2 Kilometer lange Strecke mit 24 Stationen zwischen Universiade und Tianxin eröffnet.

### Linie 20

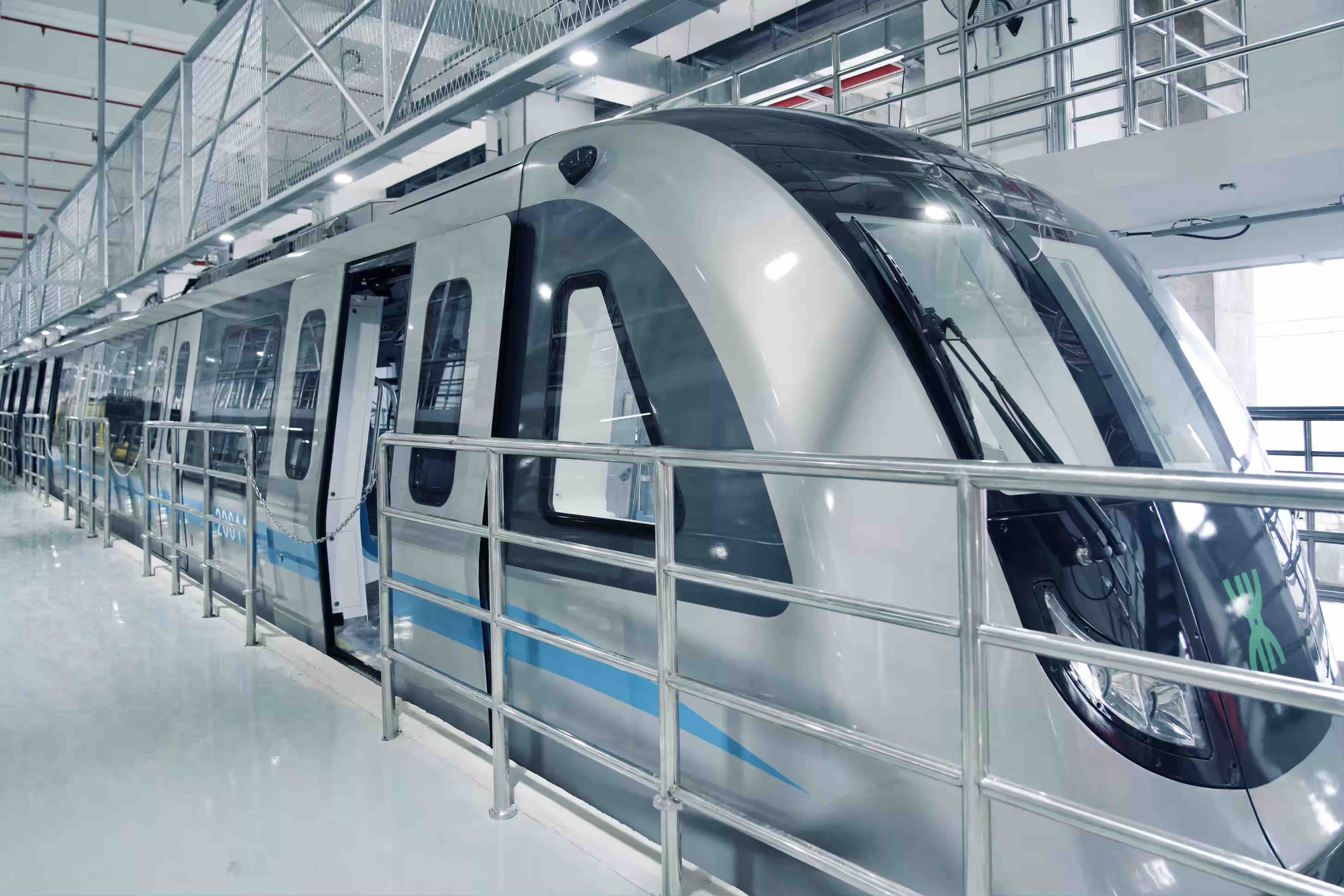
Zug des A-Typs auf der Linie 20

Die Linie 20 ist eine 8,4 Kilometer lange Zubringerlinie zum Flughafen Shenzhen mit fünf Stationen. Die Eröffnung fand am 28. Dezember 2021 statt. Es kommen Achtwagenzüge des Typs A zum Einsatz.

## Linien in Bau oder Planung

### Linie 13
Am 7. Juli 2017 genehmigte die Staatliche Kommission für Entwicklung und Reform den Bau von Linie 13 zwischen den Stationen Shenzhen-Bucht Hafen an der Südküste und Shangwu Nord; sie soll in nord-südlicher Richtung verlaufen. Für die 23 Kilometer lange Linie mit 14 Stationen wurden 21,5 Milliarden Yuan budgetiert und eine Bauzeit von 2017 bis 2021 veranschlagt. Diese Linie soll mit achtteiligen Fahrzeugen des Typs A betrieben und für eine Höchstgeschwindigkeit von 100 km/h ausgebaut werden. Ein Teil wurde 2024 eröffnet.

### Ausbauprogramm Phase V (2023–2028)

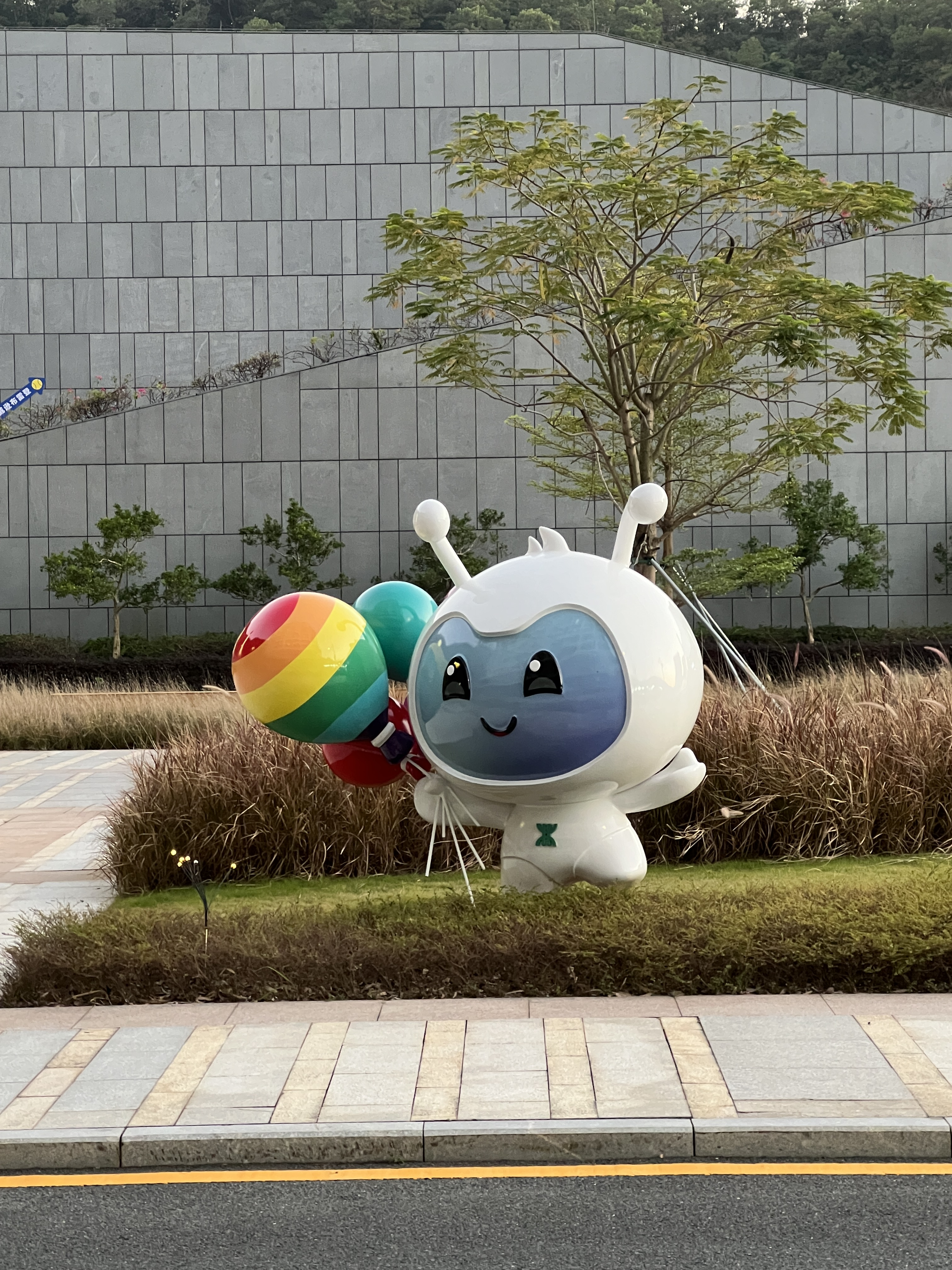
Maskottchen – Tiebao

Im Juni 2023 genehmigte die Staatliche Kommission für Entwicklung und Reform das fünfte Ausbauprogramm für das Metrosystem Shenzhen über insgesamt 182,8 Kilometer für 11 Linien oder Linienerweiterungen mit insgesamt 135 neuen Stationen.
| Linie | Projekt          | Abschnitt      | Abschnitt           | Länge in km           | Anzahl Stationen |
| ----- | ---------------- | -------------- | ------------------- | --------------------- | ---------------- |
|       |                  |                |                     |                       |                  |
| 10    | Ostverlängerung  | Shuangyong     | Huanggekeng         | 9,8 (2,9 in Shenzhen) | 5 (1)Anm. 1      |
| 11    | Nordverlängerung | Bitou          | Chang'an            | 3,7 (0,8 in Shenzhen) | 1 (0)Anm. 2      |
| 15    |                  | Ringlinie      | Ringlinie           | 32,2                  | 24               |
| 17    | Phase 1          | Luohu West     | Shanglilang         | 18,8                  | 18               |
| 19    | Phase 1          | Nantangwei     | Julong              | 12.5                  | 12               |
| 20    | Phase 2          | Flughafen Nord | Baishizhou          | 24,9                  | 11               |
| 22    | Phase 1          | Shangsha       | Liguang             | 34,2                  | 21               |
| 25    | Phase 1          | Shilong        | Jihua (Krankenhaus) | 16,2                  | 14               |
| 27    | Phase 1          | Songpingcun    | Gangtou West        | 23,2                  | 19               |
| 29    | Phase 1          | Hongshuwan Süd | Xingdong            | 11,3                  | 10               |
| 32    | Phase 1          | Xichong        | Kuichong Ost        | 9,5                   | 5                |

Anm. 1 Nur der Anschlusstunnel bis zur Stadtgrenze von Dongguan wird gebaut, einschließlich einer Vorhaltung in der Station Huanggekeng für die Zukunft.
Anm. 2 Nur der Anschlusstunnel bis zur Stadtgrenze von Dongguan wird gebaut.